# 퐁 드 르발루아-베콩 역
퐁 드 르발루아-베콩(프랑스어: Pont de Levallois – Bécon) 역은 파리의 코뮌인 르발루아페레에 위치한 파리 메트로 3호선의 시종착역이다.

## 위치
이 역은 보당 거리와 조르주-퐁피두 거리 사이, 르발루아페레 내의 아나톨 프랑스 거리(Rue Anatole-France) 아래에 위치한다.

## 역사
1937년 9월 24일 기존 포르트 드 샹페레 역에서 연장과 함께 개장되었다.
역명은 센강을 가로질러 르발루아페레와 쿠르브부아(Courbevoie)를 잇는 교량 이름과, 강 바로 건너편 쿠르브부아의 인근 지역 베콩레브루이레(Bécon-les-Bruyères)에서 따왔다. 모두 부동산 개발자 니콜라 외젠 르발루아(Nicolas Eugène Levallois)에게서 이름을 따온 명칭이다.
2018년에는 5,374,925명의 승객이 이 역을 이용하여 302개 지하철역 중 78위를 차지했다.

## 역 구조
| 지면층       | 출구                                     |                                     |
| B1           | 대합실                                   |                                     |
| 3호선 승강장 | 상대식 승강장, 오른쪽 출입문이 열림      | 상대식 승강장, 오른쪽 출입문이 열림 |
| 3호선 승강장 | 서행                                     | ← 하차 전용 승강장                  |
| 3호선 승강장 | 동행                                     | → 갈리에니 방면 (아나톨 프랑스) →   |
| 3호선 승강장 | 섬식 승강장, 왼쪽과 오른쪽 출입문이 열림 |                                     |
| 3호선 승강장 | 동행                                     | → 갈리에니 방면 (아나톨 프랑스) →   |

## 연결 교통
이 역에는 RATP 버스 네트워크의 53, 167, 238, 275번 노선이, 야간에는 녹틸리앙 버스 네트워크의 N16, N52 노선이 지난다.

## 사진첩

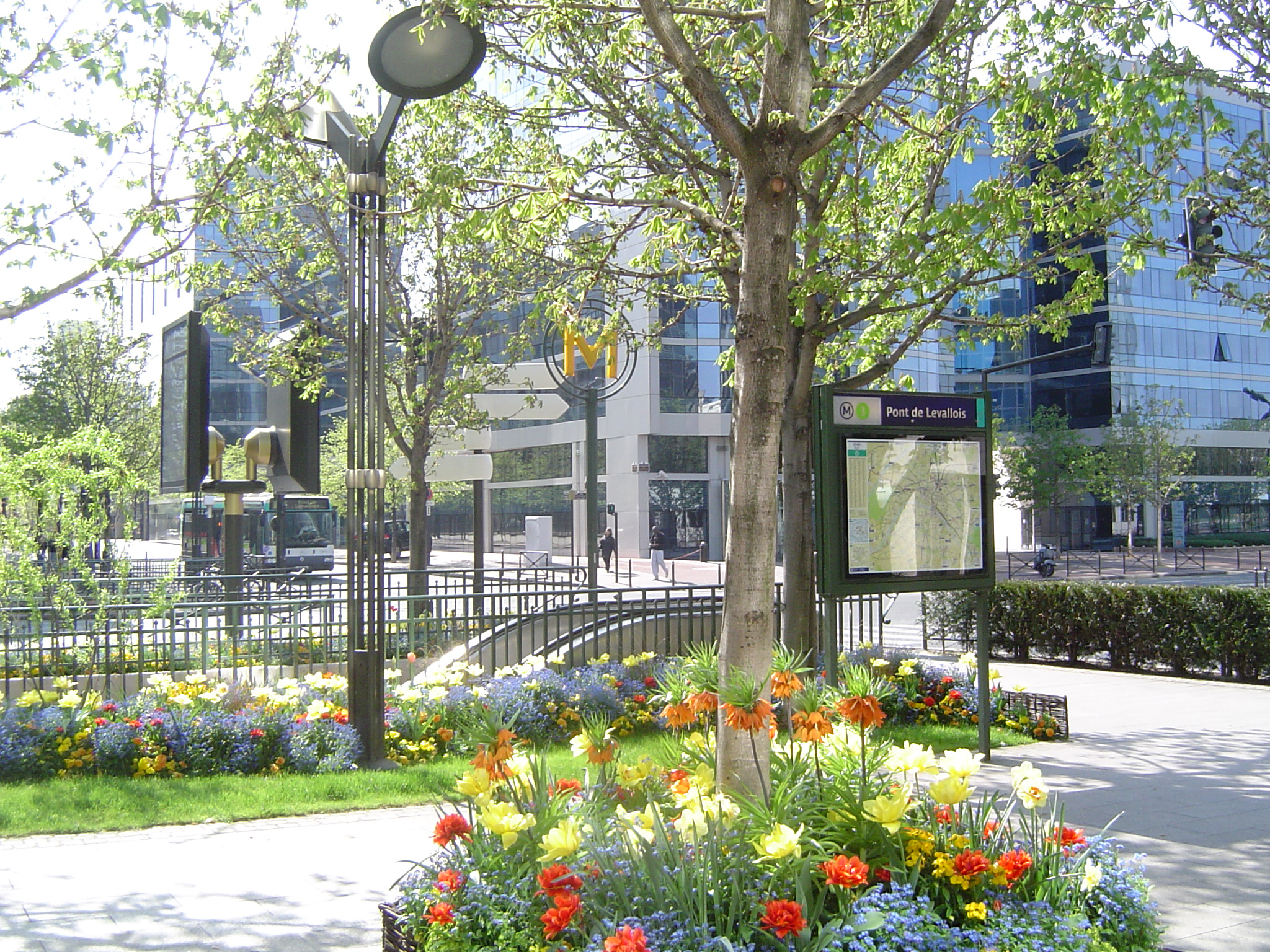
퐁 드 르발루아-베콩 역 출구
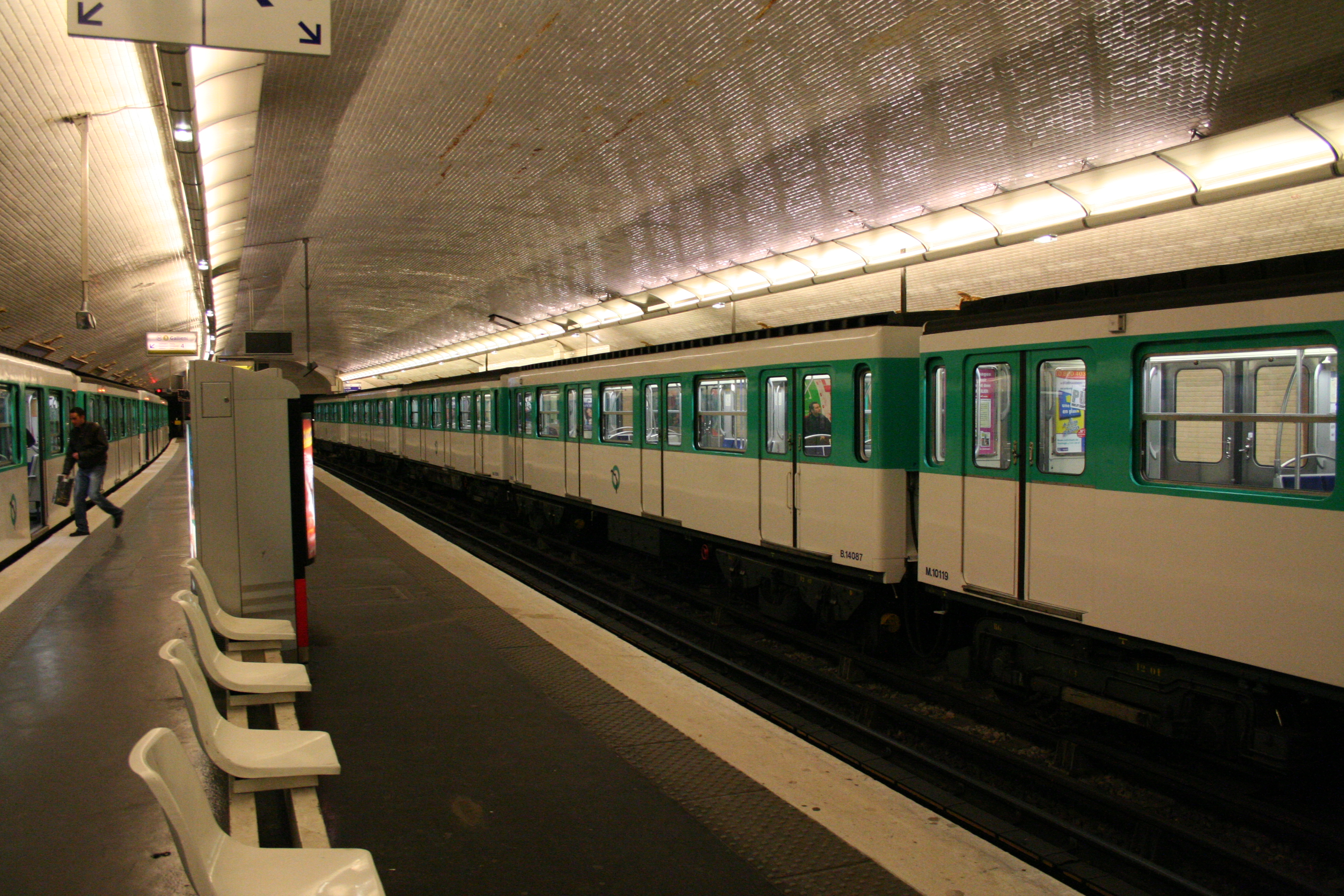
3호선 승강장
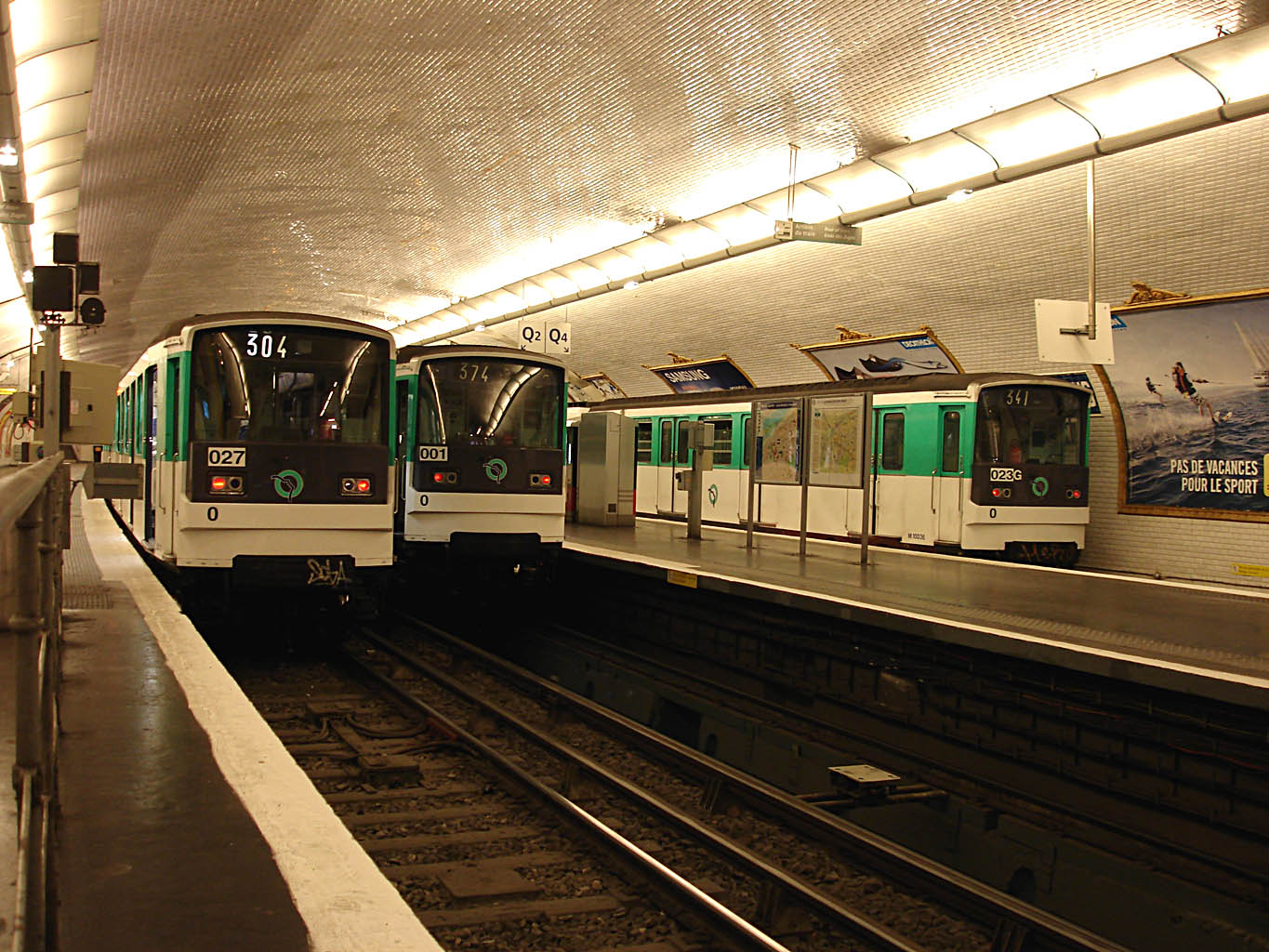
3호선 승강장
- 퐁 드 르발루아-베콩 역 MF 67 전동차